# Министр обороны Японии
Министр обороны Японии (яп. 防衛大臣 Бо:эй дайдзин) — глава Министерства обороны, который при поддержке первого заместителя министра, двух секретарей Парламента, заместителя министра по административной части, восьми генеральных директоров, начальника генштаба, а также начальников трёх штабов осуществляет руководство Министерством. С 13 сентября 2023 года министром обороны является Минору Кихара.
В марте 2007 года Кабинет Министров Японии принял постановление, согласно которому министр обороны получил право использования противоракетных систем в чрезвычайной ситуации без консультаций с премьер-министром, если возникнет опасность ракетного нападения на страну.

## Список министров обороны Японии
- Фумио Кюма (9 сентября 2006 — 3 июля 2007);
- Юрико Коикэ (3 июля — 25 августа 2007);
- Масахико Комура (25 августа 2007 — 26 сентября 2007);
- Сигэру Исиба (26 сентября 2007 — 2 августа 2008);
- Ёсимаса Хаяси (2 августа — 24 сентября 2008);
- Ясукадзу Хамада (24 сентября 2008 — 16 сентября 2009);
- Тосими Китадзава (16 сентября 2009 — 2 сентября 2011);
- Ясуо Итикава (2 сентября 2011 — 4 июня 2012);
- Сатоси Моримото (4 июня 2012 — 26 декабря 2012);
- Ицунори Онодэра (26 декабря 2012 — 3 сентября 2014);
- Акинори Это (3 сентября 2014 — 24 декабря 2014);
- Гэн Накатани (24 декабря 2014 — 3 августа 2016);
- Томоми Инада (3 августа 2016 — 28 июля 2017);
- Фумио Кисида (и.о.; 28 июля — 3 августа 2017);
- Ицунори Онодэра (3 августа 2017 — 2 октября 2018);
- Такэси Ивая (2 октября 2018 — 11 сентября 2019);
- Таро Коно (11 сентября 2019 — 16 сентября 2020);
- Нобуо Киси (16 сентября 2020 — 10 августа 2022);
- Ясукадзу Хамада (10 августа 2022 — 13 сентября 2023);
- Минору Кихара (13 сентября 2023 — 1 октября 2024);
- Гэн Накатани (с 1 октября 2024).